# Åsa Arnell
Åsa Maria Arnell, född Ahlin 11 januari 1970 i Norrtälje församling, Stockholms län, är en svensk utbildningsvetare och nationalekonom.
Åsa Arnell växte upp i Norrtälje. Hon gick naturvetenskaplig linje vid Rodens gymnasium. Därefter tog hon förvaltningsexamen, inriktning samhällsekonomiskt utredningsarbete, vid Stockholms universitet 1993. Hon läste enstaka kurser i statskunskap vid Trinity College i Dublin, Irland, där hon också under en kort tid var forskningsassistent hos professor John Bristow. År 1995 började hon arbeta vid SNS som forskningsassistent, efter 1998 på deltid för att kombinera med doktorandstudier vid Uppsala universitet. Efter doktorandstudier vid University of California, Berkeley 2001–2002 blev Arnell filosofie licentiat 2003 och filosofie doktor i nationalekonomi 2005.
Mellan 2004 och 2006 var hon handläggare med ansvar för utbildningspolitik vid Moderaternas riksdagskansli. Under denna tid var hon medsekreterare till slutrapporten "Mer kunskap – en modern utbildningspolitik" från Alliansens utbildningsgrupp. Mellan 2006 och 2014 var hon politiskt sakkunnig i statsrådsberedningen, Moderaternas samordningskansli, med ansvar för främst utbildnings- och kulturpolitik. Sedan 2015 utbildningsexpert i Nacka kommun.
Hon är en del av Långarydssläkten.

## Publikationer
- Ahlin, Åsa & Mörk, Eva (2008). Effects of Decentralization on School Resources. Economics of Education Review, 27(3): 276-284
- Ahlin, Åsa (2004). Compulsory schooling in a decentralized setting: studies of the Swedish case. Diss., Uppsala: Uppsala universitet.
- Ahlin, Åsa (2003). Does school competition matter? Effects of a large-scale school choice reform on student performance. Licentiatavhandling, Uppsala: Uppsala universitet.
- Ahlin, Åsa & Johansson, Eva (2001). Individual Demand for Local Public Schooling: Evidence from Swedish Survey Data. International Tax and Public Finance, Kluwer. 8(4): 331-352
- Ahlin, Åsa & Johansson, Eva (2000). Demand for local public schooling: another brick in the wall. Uppsala: Uppsala universitet.